# Le Havre (häst)
Le Havre, född 4 februari 2006 på Irland, död 3 mars 2022, var ett engelskt fullblod som tränades i Frankrike, mest känd för att ha segrat i  Prix du Jockey Club (2009). Efter tävlingskarriären var han framgångsrik som avelshingst.

## Bakgrund
Le Havre var en svartbrun hingst efter Noverre och under Marie Rheinberg (efter Surako). Han föddes upp på Irland av sina franskbaserade uppfödare Team Hogdala AB. Han köptes för 100 000 euro som ettåring av Gerard Augustin-Normand, och tränades i sydvästra Frankrike av Jean-Claude Rouget. Han reds i alla löp utom ett av Christophe Lemaire.
Le Havre sprang in totalt 968 200 pund på 6 starter, varav 4 segrar och 1 andraplats. Han tog karriärens största segrar i Prix Djebel (2009) och Prix du Jockey Club (2009).

## Karriär
Le Havre började sin tävlingskarriär som tvååring, och inledde den väldigt lovande. Han segrade i sina två första löp, men slutade sjua som favoritspelad i Critérium International. Som treåring inledde han med att skrällvinna Prix Djebel över favoriten Naaqoos, och slutade sedan tvåa i Poule d'Essai des Poulains innan han tog karriärens största seger i Prix du Jockey Club. I Prix du Jockey Club ådrog han sig allvarliga skador som ledde till att han pensionerades kort därefter för att istället vara verksam som avelshingst.

### Som avelshingst
Le Havre stallades upp som avelshingst på Haras De La Cauviniere i Notre-Dame-de-Courson i Basse-Normandie. Under sin första säsong som avelshingst blev han far till stoet Avenir Certain som vann Poule d'Essai des Pouliches och Prix de Diane. Bland hans andra vinnare finns Auvray (Prix de Lutèce, Prix Chaudenay), Queen Bee (Prix du Calvados), La Cressonniere och Villa Marina.

### Död
Le Havre dog den 3 mars 2022, 16 år gammal.

## Stamtavla
| Efter Noverre (USA) 1998         | Rahy (USA) 1985             | Blushing Groom  | Red God                 |
| Efter Noverre (USA) 1998         | Rahy (USA) 1985             | Blushing Groom  | Runaway Bride           |
| Efter Noverre (USA) 1998         | Rahy (USA) 1985             | Glorious Song   | Halo                    |
| Efter Noverre (USA) 1998         | Rahy (USA) 1985             | Glorious Song   | Ballade                 |
| Efter Noverre (USA) 1998         | Danseur Fabuleux (USA) 1982 | Northern Dancer | Nearctic                |
| Efter Noverre (USA) 1998         | Danseur Fabuleux (USA) 1982 | Northern Dancer | Natalma                 |
| Efter Noverre (USA) 1998         | Danseur Fabuleux (USA) 1982 | Fabuleux Jane   | Le Fabuleux             |
| Efter Noverre (USA) 1998         | Danseur Fabuleux (USA) 1982 | Fabuleux Jane   | Native Partner          |
| Undan Marie Rheinberg (GER) 2002 | Surako (GER) 1993           | Königsstuhl     | Dschingis Khan          |
| Undan Marie Rheinberg (GER) 2002 | Surako (GER) 1993           | Königsstuhl     | Königskrönung           |
| Undan Marie Rheinberg (GER) 2002 | Surako (GER) 1993           | Surata          | Lagunas                 |
| Undan Marie Rheinberg (GER) 2002 | Surako (GER) 1993           | Surata          | Surama                  |
| Undan Marie Rheinberg (GER) 2002 | Marie d'Argonne (FR) 1981   | Jefferson       | Charlottesville         |
| Undan Marie Rheinberg (GER) 2002 | Marie d'Argonne (FR) 1981   | Jefferson       | Monticella              |
| Undan Marie Rheinberg (GER) 2002 | Marie d'Argonne (FR) 1981   | Mohair          | Blue Tom                |
| Undan Marie Rheinberg (GER) 2002 | Marie d'Argonne (FR) 1981   | Mohair          | Imberline (Family: 8-c) |